# Phyllonorycter myricae
Phyllonorycter myricae é uma espécie de insetos lepidópteros, mais especificamente de traças, pertencente à família Gracillariidae.
A autoridade científica da espécie é Deschka, tendo sido descrita no ano de 1976.
Trata-se de uma espécie presente no território português.